# Sinal de áudio
Um sinal de áudio é uma representação de som, normalmente usando um nível variável de tensão elétrica para sinais analógicos ou uma série de números binários para sinais digitais. Eles têm frequências na faixa de frequência de áudio de aproximadamente 20 a 20.000 Hz e podem ser sintetizados diretamente ou originados em um transdutor, como microfones, captadores de instrumentos musicais, cartuchos fonográficos ou cabeçotes de fita. Alto-falantes ou fones de ouvido convertem um sinal de áudio elétrico novamente em som. Os sistemas de áudio digital representam sinais de áudio em uma variedade de formatos digitais.